# Собор Святого Николая (Сремски-Карловци)
Собор Святого Николая (серб. Саборна црква Светог Николе) — кафедральный собор Сремской епархии Сербской православной церкви в городе Сремски-Карловци. Сооружен в 1762 году как главный храм автокефальной Карловацкой митрополии (с 1848 года Карловацкой патриархии). Памятник культуры Сербии исключительного значения.

## История
В 1758 году строительство собора начал митрополит Карловацкий Павел Ненадович, приняв решение построить его на месте старой православной церкви. Проект храма был разработан в Вене, а строительством руководили Коста Цинцарин и Немац Йоханес. В 1760 году построены башни и купола по проекту Захария Орфелина. Строительство было завершено в 1762 году. В конце XVIII века собор пострадал от великого пожара и был восстановлен в 1805 году. В 1909 году фасад церкви был отреставрирован по проекту Владимира Николича, принёсшего элементы неоклассицизма в первоначально барочное здание.
В 1780 году Теодор Крачун и Яков Орфелин написали иконы для иконостаса. Крачун написал иконы праздников и иконы на вратах, а все остальные были написаны Орфелиным. Работы по консервации иконостаса были проведены в 1972—1975 годах.

## Архитектура
Собор представляет собой однонефное сооружение в стиле барокко с элементами неоклассицизма. На западной стороне здания возвышаются две башни, выполняющие роль колоколен, на восточной стороне размещена полукруглая алтарная апсида. Работы по консервации архитектуры проводились в 1991—1994 и 2006 годах.